# Penniverpa parvula
Penniverpa parvula är en tvåvingeart som först beskrevs av Krober 1911.  Penniverpa parvula ingår i släktet Penniverpa och familjen stilettflugor. Inga underarter finns listade i Catalogue of Life.